# 北海道クリーン・システム
北海道クリーン・システム株式会社（ほっかいどうクリーン・システム）は、北海道札幌市中央区に本社を置く北海道旅客鉄道（JR北海道）の子会社である。

## 業務内容
- JR関連業務
駅舎・列車清掃を始めとしたJR北海道における清掃・保守及び警備
- 清掃業務
建築物内の日常・定期・特別清掃
- 警備業務
施設の常駐・防災・駐車場等の警備及び受付・案内
- 施設・管理業務
ボイラー取扱・保守・定期点検、電気・空調・給排水設備の取扱・保守、空気環境測定などの総合点検管理
- 産業廃棄物収集運搬業務
資源ごみ・紙類・産業廃棄物の収集運搬
- 放置車両確認事務業務
放置車両確認及び確認票章の取り付けを行い放置車両の状態を報告
- マンション経営
マンションの経営管理・保守管理、清掃、設備管理
- ゴルフ練習場経営
ゴルフ練習場（手稲あけぼのゴルフセンター）の経営管理

## 沿革
- 1961年（昭和36年）4月21日 - 「弘済美装株式会社」設立
- 2000年（平成12年）6月8日 - 社名を「北海道クリーン・システム株式会社」に変更
- 2007年（平成19年）10月1日 - 「北海道企画開発」を合併。流山温泉及びクロフォード・イン・大沼の運営はジェイ・アールはこだて開発へ変更[2]。